# Đurđica Bjedov
Đurđica Bjedov (née le 5 avril 1947 à Split) est une ancienne nageuse yougoslave d'origine croate.

## Biographie
Lors des Jeux olympiques d'été de 1968 à Mexico, Đurđica Bjedov est titrée en 100 m brasse et gagne la médaille d'argent sur 200 m.
Elle est la seule nageuse yougoslave à avoir été championne olympique en natation.
En 1987, elle fait son entrée au International Swimming Hall of Fame.

## Palmarès

### Jeux olympiques d'été
- Jeux olympiques d'été de 1968 de Mexico
  -  Médaille d'or sur 100 m brasse
  -  Médaille d'argent sur 200 m brasse